# Inge Dekker
Inge Dekker (Assen, 18 agosto 1985) è un'ex nuotatrice olandese.
Specializzata nella farfalla e nello stile libero, ha conquistato un bronzo olimpico all'Olimpiade di Atene 2004.
Fece il suo debutto internazionale agli europei di corta di Anversa nel 2001. Ha raggiunto due bronzi ai Campionati mondiali di Melbourne 2007 nei 50 farfalla e nella staffetta 4x100 m sl. Assieme alle velociste olandesi Hinkelien Schreuder, Chantal Groot e Marleen Veldhuis ha vinto l'oro, con l'allora record del mondo, nella 4x100 m sl ai mondiali in vasca corta di Shanghai nel 2006.
Vincitrice anche di un oro individuale nei 100 m farfalla ai Campionati europei di Budapest 2006 e di numerosi titoli europei in vasca corta con le staffette.
Con la staffetta olandese ha stabilito il nuovo primato mondiale della 4x100 m sl con il tempo di 3:33.62, agli Europei di Eindhoven.
Attualmente detiene i seguenti record in vasca corta:
- 4x50 m stile libero: 1'34"82 (record mondiale)
- 4x50 m mista: 1'47"44 (record mondiale)

Nel Febbraio 2016 annuncia di avere un cancro alla cervice uterina ma di voler partecipare comunque alle Olimpiadi di Rio 2016.

## Palmarès
- Giochi olimpici:

Atene 2004: bronzo nella 4x100m sl.
Pechino 2008: oro nella 4x100m sl.
Londra 2012: argento nella 4x100m sl.
- Mondiali

Melbourne 2007: bronzo nei 50m farfalla e nella 4x100m sl.
Roma 2009: oro nella 4x100m sl.
Shanghai 2011: oro nella 4x100m sl e nei 50m farfalla.
Barcellona 2013: bronzo nella 4x100m sl.
- Mondiali in vasca corta

Shanghai 2006: oro nella 4x100m sl.
Manchester 2008: oro nella 4x100m sl e nella 4x200m sl e bronzo nei 50m farfalla.
Dubai 2010: oro nella 4x100m sl.
Doha 2014: oro nella 4x50m sl, nella 4x100m sl e nella 4x200m sl e bronzo nei 50m farfalla.
- Europei:

Madrid 2004: argento nella 4x100m sl.
Budapest 2006: oro nei 100m farfalla e argento nella 4x100m sl.
Eindhoven 2008: oro nella 4x100m sl, argento nei 50m farfalla e nei 100m farfalla e bronzo nei 100m sl e nella 4x100m misti.
Berlino 2014: argento nella 4x100m sl e nella 4x100m misti mista.
- Europei in vasca corta:

Vienna 2004: oro nella 4x50m sl e nella 4x50m misti.
Trieste 2005: oro nella 4x50m sl e nella 4x50m misti e argento nei 50m farfalla.
Helsinki 2006: argento nei 50m farfalla, nei 100m farfalla e nella 4x50m sl.
Debrecen 2007: oro nei 100m farfalla e nella 4x50m sl e argento nei 50m farfalla.
Fiume 2008: oro nella 4x50m sl.
Istanbul 2009: oro nei 100m sl, nei 50m farfalla, nei 100m farfalla, nella 4x50m sl e nella 4x50m misti.
Eindhoven 2010: oro nei 50m farfalla, nei 100m farfalla, nella 4x50m sl e nella 4x50m misti.
Herning 2013: bronzo nei 50m farfalla e nella 4x50m sl mista.
Netanya 2015: oro nella 4x50m misti, argento nella 4x50m sl e bronzo nella 4x50m sl mista.
- Europei giovanili

Malta 2001: argento nei 50m farfalla.